# Discothyris vestigialis
Discothyris vestigialis is een vlinder van de familie van de grasmotten (Crambidae), uit de onderfamilie van de Spilomelinae. De wetenschappelijke naam van deze soort is voor het eerst voorgesteld als Gonocausta vestigialis door Pieter Snellen in een publicatie uit 1890.
De soort komt voor in India (Sikkim).